# Niederndorf
Niederndorf är en ort och kommun i distriktet Kufstein i förbundslandet Tyrolen i Österrike. I väster gränsar kommunen till floden Inn och Tyskland.